# Чкалово (Дубьонський район)
Чка́лово (рос. Чкалово, ерз. Чкалово) — присілок у складі Дубьонського району Мордовії, Росія. Входить до складу Дубьонського сільського поселення.

## Населення
Населення — 58 осіб (2010; 74 у 2002).
Національний склад (станом на 2002 рік):
- росіяни — 79 %